# Список птиц России (Пеликанообразные)
Список птиц России (Пеликанообразные) включает все виды отряда пеликанообразных (лат. Pelecaniformes) фауны России и является частью общего Списка птиц России.

## СемействоПеликановые(Pelecanidae)
| № | Вид                   | Русское название | Примечание | Фото |
| - | --------------------- | ---------------- | --- | ---- |
| 1 | Pelecanus onocrotalus | Розовый пеликан  | Юго-восточная Европа, Африка, Передняя, Средняя и юго-западная Азия. В России — по островам в юго-восточной части Азовского моря между Ейском и Кривой косой, в дельте Волги                                 |      |
| 2 | Pelecanus crispus     | Кудрявый пеликан | от Балканского полуострова до Монголии и верховьев реки Хуанхэ, на юге — до Персидского залива, на севере — до Курганской области, озера Чаны и в труднодоступных Васюганских болотах вместе с озером Мирное |      |

## СемействоИбисовые(Threskiornithidae)
| № | Вид                         | Русское название  | Примечание                                                                                    | Фото |
| - | --------------------------- | ----------------- | --------------------------------------------------------------------------------------------- | ---- |
| 1 | Plegadis falcinellus        | Каравайка         | Африка, Евразия, Америка, Океания                                                             |      |
| 2 | Platalea leucorodia         | Колпица           | Африка, Евразия                                                                               |      |
| 3 | Nipponia nippon             | Красноногий ибис  | Дальний Восток                                                                                |      |
| 4 | Threskiornis aethiopicus    | Священный ибис    | Северная Африка, Ирак. В России в прошлые века отмечали залёты в Калмыкию и Астраханскую обл. |      |
| 5 | Platalea minor              | Малая колпица     | Восточная Азия                                                                                |      |
| 6 | Threskiornis melanocephalus | Черноголовый ибис | Восточная и Южная Азия                                                                        |      |

## СемействоЦаплевые(Ardeidae)
| №  | Вид                     | Русское название                     | Примечание | Фото |
| -- | ----------------------- | ------------------------------------ | --- | ---- |
| 1  | Ardea cinerea           | Серая цапля                          | Длина: 90-98 см Распространена: Северо-Западная Африка, Евразия, Япония В России: на всей территории страны на север до 55-60° с.ш.              |      |
| 2  | Ardea purpurea          | Рыжая цапля                          | Длина: 78-90 см Распространена: Африка, Евразия, Океания В России: на юге европейской части и на Дальнем Востоке                                 |      |
| 3  | Ardeola bacchus         | Белокрылая цапля                     | Длина: 42-45 см Распространена: на востоке Китая В России: на юге Приморья                                                                       |      |
| 4  | Ardeola ralloides       | Жёлтая цапля                         | Длина: 44-47 см Распространена: Африка, юг Европы В России: устья рек бассейнов Чёрного, Азовского и Каспийского морей                           |      |
| 5  | Botaurus stellaris      | Большая выпь                         | Длина: 70-80 см Распространена: Африка, Евразия В России: в европейской части, на юге Сибири и на Дальнго Востока                                |      |
| 6  | Bubulcus ibis           | Египетская цапля                     | Длина: 48-53 см Распространена:практически повсюду В России: в дельте Волги                                                                      |      |
| 7  | Butorides striatus      | Зелёная кваква                       | Длина: 40-48 см Распространена: Южная Америка, Африка, Юго-Восточная Азия, Австралия В России: на юге Дальнего Востока                           |      |
| 8  | Egretta alba Ardea alba | Большая белая цапля                  | Длина: 85-102 см. Распространена: Америка, Африка, Евразия, Австралия В России: юг европейской части и Дальнего Востока                          |      |
| 9  | Egretta eulophotes      | Желтоклювая цапля                    | Длина: 65-68 см Распространена: юго-восток Китая, Корея В России: юг Приморья                                                                    |      |
| 10 | Egretta garzetta        | Малая белая цапля                    | Длина: 55-65 см Распространена: Африка, Евразия, Австралия В России: на юге европейской части                                                    |      |
| 11 | Egretta intermedia      | Средняя белая цапля                  | Длина: 40-48 см Распространена: Южная и Юго-Восточная Азия, Япония В России: юг Приморья                                                         |      |
| 12 | Gorsachius goisagi      | Японская кваква, или японская выпь   | Длина: 49 см Распространена: Япония (острова Идзу и Хонсю) В России: залёты на юг Приморья                                                       |      |
| 13 | Ixobrychus cinnamomeus  | Охристый волчок, или охристая выпь   | Длина: 40-41 см Распространена: Юго-Восточная Азия В России: залёты в Приморье и на Сахалин                                                      |      |
| 14 | Ixobrychus eurhythmus   | Амурский волчок, или амурская выпь   | Длина: 33-40 см Распространена: восток Китая, Япония В России: юг Дальнего востока, Сахалин                                                      |      |
| 15 | Ixobrychus minutus      | Малая выпь или волчок                | Длина: 33-38 см Распространена: Африка, Евразия, Австралия, Новая Зеландия В России: в средних широтах европейской части к востоку до долины Оби |      |
| 16 | Ixobrychus sinensis     | Китайский волчок, или китайская выпь | Длина: 30-40 см Распространена: Юго-Восточная Азия, Япония, Океания В России: залёты на острова залива Петра Великого                            |      |
| 17 | Nycticorax nycticorax   | Обыкновенная кваква                  | Длина: 58-65 см Распространена: Америка, Африка, Евразия, Океания В России: в дельте Волги                                                       |      |